# Plaatbrug

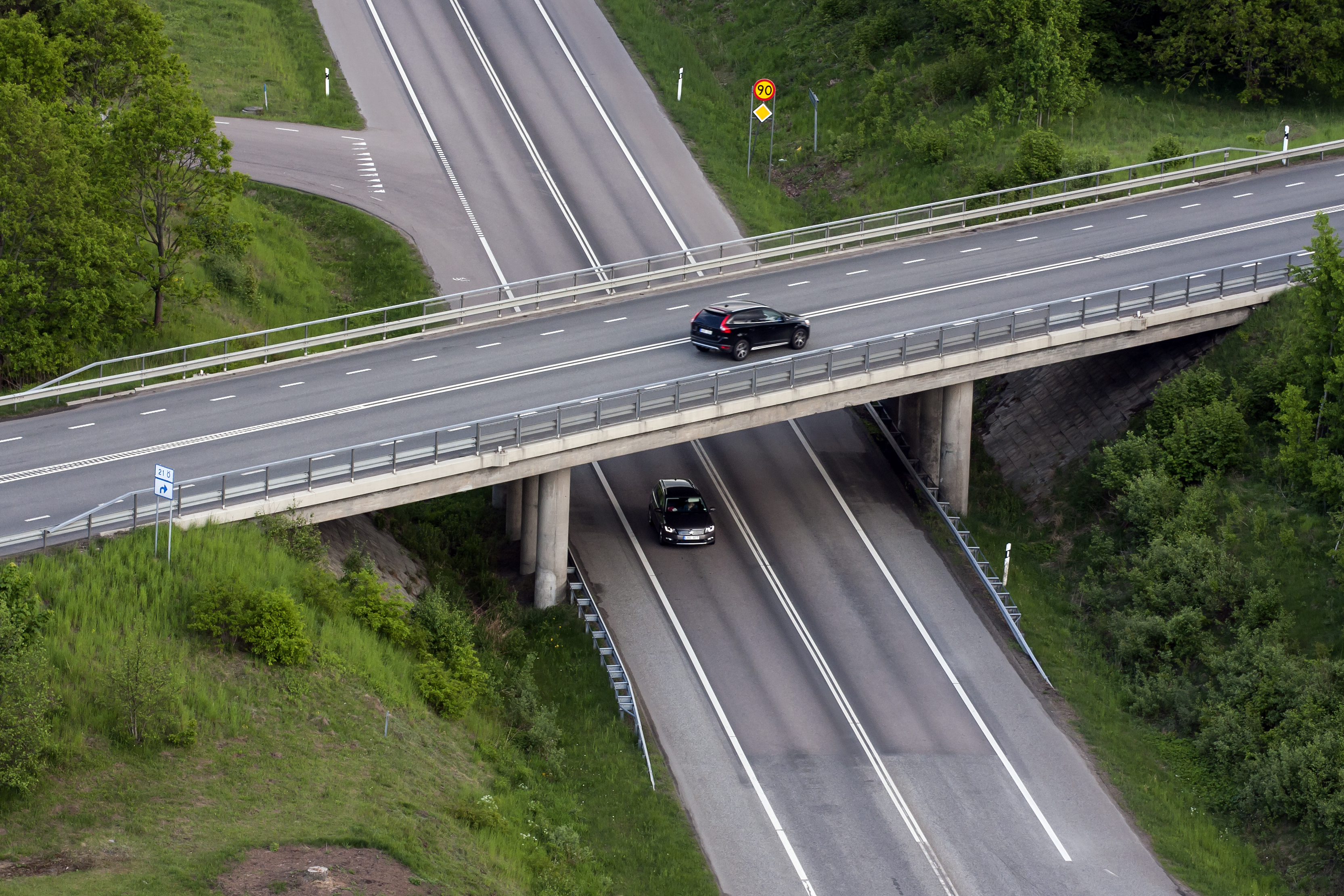
Plaatbrug

Een plaatbrug is een betonnen brug die bestaat uit een enkele betonnen plaat. De plaat wordt meestal 'in het werk' gestort, met behulp van een ter plaatse gemaakte bekisting. Veel verkeersviaducten bestaan uit een plaatbrug.
Voordelen:
- Vrij in vormgeving
- Lage onderhoudskosten

Nadelen:
- Hoog eigen gewicht
- Grote constructiehoogte
- Bekisting duur om te maken
- Doorvaarthoogte is beperkt omdat de brug niet geopend kan worden